# La candidata
Pour les articles homonymes, voir Candidata.
Production
Diffusion
Chronologie
Sin rastro de ti (2016) La doble vida de Estela Carrillo (2017)
La candidata est une telenovela mexicaine diffusée du 21 novembre 2016 au 12 février 2017 sur Las Estrellas.

## Synopsis
Regina se bat tous les jours pour le bien-être de sa famille, car elle doit faire face à la vieille relation avec son mari et à la rébellion de son fils adolescent. mais dans son cas, tout est en vue, car elle est l'épouse du chef du gouvernement de la ville et, comme si cela ne suffisait pas, une honorable sénatrice, qui essaie toujours de faire ce qu'il y a de mieux pour ses semblables. Dans le monde de la politique, Regina est un monde où les hommes construisent le pouvoir à tout prix, mais elle s'efforce d'améliorer la réalité des gens et d'imposer ses idéaux avant le pouvoir.
Quand Alonso, son mari, décide de se porter candidat à la présidentielle, il montre son vrai visage: féroce, violent et pervers. Il est capable de détruire n'importe quel adversaire politique sans en mesurer les conséquences, sans se rendre compte qu'il est en train de transformer son meilleur allié, le compagnon qui l'a emmené à l'endroit le plus important de sa carrière, est son principal adversaire. Lorsque Regina est obligée de confronter son mari, Gerardo, avec qui elle a eu une relation au collège, réapparaît dans sa vie. Il est non seulement le principal rival politique d'Alonso et l'homme qui a contesté la présidence, mais également celui qui tentera de regagner son amour. Regina, réalisant que sa vie parfaite aux côtés d’Alonso, dont elle a toujours cru être amoureuse et avec laquelle elle a eu un enfant, est maintenant pleine de mensonges et de trahisons; et elle décide de le quitter.
La publication de tous les secrets, tromperies et actes de corruption d'Alonso confirme à Regina que sa décision est la bonne. Elle sait que pour éviter un désastre, elle doit détruire le monde entier d'Alonso et transformer sa propre réalité pour s'imposer dans un monde plein de corruption. Le destin la mènera ensuite à découvrir que sa voie est liée à la politique, mais à côté d'un honnête homme qui la soutient sans réserve, laissant même de côté ses propres ambitions politiques, un homme qui est là pour la pousser et la soutenir ... même quand elle devient la candidate.
Ce n'est plus seulement un combat politique, c'est un combat pour défendre et changer non seulement le destin de Regina, mais celui de tout un pays.

## Distribution
- Silvia Navarro : Regina San Román
- Víctor González : Don Gerardo Martínez
- Rafael Sánchez-Navarro : Alonso Suárez
- Susana González : Dona Cecilia Aguilar
- Nailea Norvind : Teresa Rivera
- Ari Telch : Ignacio Manjarrez
- Helena Rojo : Natalia Suárez de San Román
- Patricio Castillo : Omar San Román Lagunes
- Juan Carlos Barreto : Mario Bárcenas
- Luz María Jerez : Noemí Ríos de Bárcenas
- Adalberto Parra : Mauro Olvera
- Verónica Langer : Magdalena "Magda" Gómez
- Pilar Ixquic Mata : Isela Aguilar
- Gilberto de Anda : Almirón
- Fernanda Borches : Daniela
- Juan Martín Jáuregui : Hernán Trevilla
- Laisha Wilkins : Lorena Sánchez
- Fabián Robles : José
- Federico Ayos : Emiliano San Román Bárcenas
- Karla Farfán : Ximena Martínez Rivera
- Irineo Álvarez : Augusto Larreta
- Juan Carlos Colombo : Morales
- Enrique Arreola : Paulino Pacheco
- Michelle González : Marcia Ramírez
- Jorge Gallegos : Andrés Ferrer
- Arturo Ríos : Fernando Escalante
- Fernando Larrañaga Dr Pablo Contreras
- Aleyda Gallardo : Nieves
- Ángel Cerlo : Ochoa
- Bárbara Falconi : Nayeli Manjarrez
- Gabriela Carrillo : Alma Roldán
- Ricardo Crespo : Javier Guzmán
- Martha Julia : Jéssica
- José Ángel García : Israel Meléndez
- Isadora González : Mariela Ramos
- Alberto Lomnitz : Franco
- Liz Gallardo : Déborah Rondero
- José María Negri : Roel Sandoval
- Ernesto Gómez Cruz : Lic. de la Garza
- José Carlos Ruiz : président du sénat
- Aurora Clavel : mère de José
- Fabiola Guajardo : Florencia Azcurra
- Carlos Barragán : Héctor
- Israel Islas : Miguel Estrada "El Cuervo"
- Juan Alejandro Ávila
- Tony Marcín : Madame de Urquijo, mère de Hugo
- Gizeht Galatea : Juana Galindo
- Pablo Perroni : Carlo
- Jessica Ortiz : Susana
- Mauro Sánchez-Navarro : Hugo Urquijo

## Diffusion
- Las Estrellas (2016-2017)

### Sources
- (es) Cet article est partiellement ou en totalité issu de l’article de Wikipédia en espagnol intitulé « La candidata » (voir la liste des auteurs).